# Professor Bernhardi
Professor Bernhardi è un dramma pubblicato nel 1912 del drammaturgo viennese Arthur Schnitzler. 
È stato rappresentato per la prima volta nel 1912 al Kleines Theater di Berlino ma censurato dall'Impero austro-ungarico fino alla sua caduta alla fine della prima guerra mondiale. La trama è ispirata al celeberrimo affare Dreyfus.
La prima rappresentazione in Italia è del 2005,  al Piccolo Teatro di Milano con la regia di Luca Ronconi e l'interpretazione di Massimo De Francovich e Massimo Popolizio.

## Trama
Il professor Bernhardi è un medico ebreo che lavora in una clinica privata austriaca. Una giovane donna sua paziente sta morendo di setticemia in seguito ad un aborto. È in uno stato di benessere ed euforia e non si rende conto delle proprie gravissime condizioni.
Giunge alla clinica Padre Reder, un prete chiamato da una delle infermiere, che chiede di dare alla ragazza l'estrema unzione. Il professor Bernhardi rifiuta, per non gettarla nella disperazione. Mentre Berhardi e Reder stanno discutendo, la paziente muore, subito dopo aver appreso dall'infermiera della presenza e delle intenzioni del prete.
Scoppia uno scandalo pubblico sull'onda dell'antisemitismo diffuso all'epoca e Berhnardi è condannato a due mesi di prigione.
Il professor Ebenwald gli offre la possibilità di evitare la condanna, a condizione di assumere alla clinica un medico cristiano al posto del dottor Wenger, ebreo, che Berhnardi aveva preferito per la superiore abilità professionale. Bernhardi rifiuta e va in prigione.
Il dramma si conclude con il rilascio del professore al termine della condanna e le sue discussioni prima con un amico e in seguito con Reder.